# Dasyvalgus addendus
Dasyvalgus addendus är en skalbaggsart som beskrevs av Walker 1859. Dasyvalgus addendus ingår i släktet Dasyvalgus och familjen Cetoniidae. Inga underarter finns listade i Catalogue of Life.